# Lauren Gray
Lauren Alexandra Gray (Glasgow, 3 de noviembre de 1991) es una deportista británica que compite por Escocia en curling.
Participó en dos Juegos Olímpicos de Invierno, obteniendo una medalla de bronce en Sochi 2014 y el cuarto lugar en Pyeongchang 2018.
Ganó dos medallas en el Campeonato Mundial de Curling, en los años 2013 y 2017, y cinco medallas en el Campeonato Europeo de Curling entre los años 2013 y 2019.

## Palmarés internacional
| Representando al Reino Unido |                       |                   |        |
| Juegos Olímpicos             |                       |                   |        |
| Año                          | Lugar                 | Medalla           | Prueba |
| 2014                         | Sochi (Rusia)         | Medalla de bronce | Equipo |
| Representando a Escocia      |                       |                   |        |
| Campeonato Mundial           |                       |                   |        |
| Año                          | Lugar                 | Medalla           | Prueba |
| 2013                         | Riga (Letonia)        | Medalla de oro    | Equipo |
| 2017                         | Pekín (China)         | Medalla de bronce | Equipo |
| Campeonato Europeo           |                       |                   |        |
| Año                          | Lugar                 | Medalla           | Prueba |
| 2013                         | Stavanger (Noruega)   | Medalla de plata  | Equipo |
| 2014                         | Champéry (Suiza)      | Medalla de bronce | Equipo |
| 2016                         | Renfrew (Reino Unido) | Medalla de bronce | Equipo |
| 2017                         | San Galo (Suiza)      | Medalla de oro    | Equipo |
| 2019                         | Helsingborg (Suecia)  | Medalla de plata  | Equipo |